# Marianna Sakarljuk
Marianna Sakarljuk (ukrainisch Маріанна Сакарлюк, wiss. Transliteration Marianna Sakarljuk, internationale englische Schreibweise Marianna Zakarlyuk; * 22. September 1996 in Kiew) ist eine ukrainische Tennisspielerin.

## Karriere
Sakarljuk begann mit sieben Jahren das Tennisspielen und bevorzugt Hartplätze. Sie spielt hauptsächlich Turniere auf der ITF Women’s World Tennis Tour, bei der sie bislang zwei Titel im Einzel und einen im Doppel gewann.

## Turniersiege

### Einzel
| Nr. | Datum         | Turnier | Kategorie   | Belag | Finalgegnerin  | Ergebnis      |
| --- | ------------- | ------- | ----------- | ----- | -------------- | ------------- |
| 1.  | 19. Juni 2016 | Maribor | ITF $10.000 | Sand  | Nina Potočnik  | 3:6, 7:5, 6:3 |
| 2.  | 8. März 2020  | Mildura | ITF W25     | Rasen | Misaki Matsuda | 7:62, 6:1     |

### Doppel
| Nr. | Datum              | Turnier | Kategorie   | Belag     | Partnerin     | Finalgegnerinnen             | Ergebnis |
| --- | ------------------ | ------- | ----------- | --------- | ------------- | ---------------------------- | -------- |
| 1.  | 15. September 2012 | Antalya | ITF $10.000 | Hartplatz | Diana Bogoliy | Diana Isaeva Yuliya Kalabina | 7:5, 6:4 |